# Vascogil
Vascogil es una localidad del estado mexicano de Durango. Es parte del municipio de Santiago Papasquiaro.

## Demografía
| Gráfica de evolución demográfica |
|                                  |

| Censo | Población |
| ----- | --------- |
| 1910  | 213       |
| 1921  | 77        |
| 1930  | 90        |
| 1940  | 55        |
| 1950  | 33        |
| 1960  | —         |
| 1970  | 42        |
| 1980  | —         |
| 1990  | 114       |
| 1995  | 122       |
| 2000  | 108       |
| 2005  | 123       |
| 2010  | 180       |
| 2020  | 436       |